# Passage du Champ-Marie
Le passage du Champ-Marie est une voie du 18e arrondissement de Paris, en France.

## Situation et accès
Le passage du Champ-Marie est situé dans le 18e arrondissement de Paris. Il débute au 23, rue Vincent-Compoint et se termine au 121, rue Belliard.

## Origine du nom
Elle porte le nom d'un lieu-dit. 

## Historique
Une partie du passage, sur une longueur de 300 mètres environ, a été supprimée lors du prolongement de la rue Belliard en 1906.
Elle est ouverte à la circulation publique par un arrêté du 23 juin 1959.